# Virtuális nyomtató

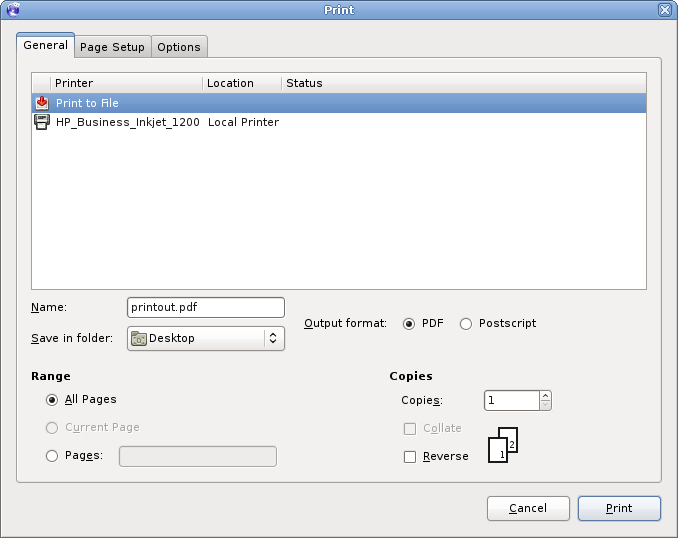
Nyomtatók párbeszéddoboza: egy virtuális és egy fizikai nyomtatóval

Nem tévesztendő össze a géphez fizikailag is csatlakozó nyomtatókhoz adott eszközmeghajtó (device driver) programokkal.
Egy virtuális nyomtató (virtual printer) egy olyan számítógépes segédprogram, amely telepítése után a gép irányából nézve egy látszólagos (virtuális) új nyomtatót hoz létre. Lényeges, hogy a virtuális nyomtató programja csak a számítógéppel „hiteti el”, hogy új nyomtató lett csatlakoztatva. Egy virtuális nyomtató telepítésének nem feltétele, hogy valóságos (fizikai) nyomtató is csatlakozzon a géphez. Egy géphez több virtuális meghajtó is csatlakoztatható a céloktól függően.
A számítógépen lévő állományokat a virtuális nyomtatóra küldve (nyomtatva), a virtuális nyomtató programja átalakítja például a közismert PDF vagy DjVu esetleg EPS vagy TIFF formátumok valamelyikébe, miközben valóságos nyomtatás nem történik.

## Jellemzése
Egy virtuális nyomtató másképpen fogalmazva értelmezhető úgy is, mint ha egy számítógépes program (például a közismert Word) Mentés másként lehetőségei lennének kibővítve, csak a fájl mentése a nyomtató panelen keresztül történik.
Egy virtuális nyomtató annyiban több mint egy adott program bővítése, hogy nemcsak az illető programra érvényes: a virtuális nyomtatón át megvalósított fájlkonverzió az összes olyan program számára elérhető, amelyik nyomtathat, vagy kimenete nyomtatóra küldhető.
Jellemzően olyan esetben telepítenek virtuális nyomtatót, amikor
- egy olyan másik fájlformátumba kell elmenteni az állomány tartalmát, amely nem szerepel a választási lehetőségek között, például DjVu
- nyomdába adáshoz szükséges PostScript PS vagy TIFF formátumok előállítása
- dokumentumok lapkép-konzerváló kimenete, például PDF
- a számítógépen lévő dokumentumok fax-szerverre való küldése, stb.

Egy virtuális nyomtató telepítéséhez a gépen rendszergazdai (adminisztrátori, sysop), vagy azzal egyenértékű jogokkal kell rendelkezni.

## Működése
Egy virtuális nyomtató működésére a hagyományos nyomtatók fájlba írási lehetősége adta az ötletet: ha a nyomtató programja úgy készül, hogy csak fájlba tud írni, és nem ellenőrzi a géphez kapcsolt nyomtató meglétét (üzemkész állapotát), akkor gyakorlatilag készen is van a virtuális (látszólagos) nyomtató programja. Az, hogy milyen formátumba mentse el a fájlt, már csak fantázia és piaci igény kérdése.
Egy virtuális nyomtató általában két réteget használ:
- a tényleges fájlkonverziót végző API-csatolót és
- az API-ra ráépülő, (azt elrejtő) a felhasználóval kapcsolatot tartó GUI (ablakozó rendszer).

Számos program csupán a Ghostscript programra épülő shell: egyeseknél külön Ghostscript telepítés szükséges, míg mások önállóan telepítik (például a régebbi változatú pdf995 program).

## Jogállás
A virtuális nyomtatók programjai nagyon kevés kereskedelmi kivételtől eltekintve szabad szoftver vagy freeware kategóriába tartoznak.

## Virtuális nyomtató programok listája
A következő táblázat a legismertebb virtuális nyomtatókat sorolja fel:
| Program            | Jogállás                     | Rendeltetés                                                               |
| ------------------ | ---------------------------- | ------------------------------------------------------------------------- |
| Ghostscript        | Szabad szoftver forráskóddal | Parancssoros PostScript interpreter PS PDF és többlapos TIFF-kimenettel.  |
| doPDF              | Ingyenes program             | Windows, magyar nyelvű telepítő és felhasználói grafikus felület, PDF-író |
| aPDF               | Ingyenes program             | Windows, PDF-író                                                          |
| pdf995             | Ingyenes program             | Windows, PDF-író, Ghostscript-bázisú                                      |
| DjVu Printer Pilot | Ingyenes program             | Windows, DjVu-író, -megjelenítő                                           |
| Adobe Acrobat      | Kereskedelmi                 | PDF-író                                                                   |
| Acrobat Distiller  | Kereskedelmi                 | PDF-író                                                                   |

## Fordítás
Ez a szócikk részben vagy egészben a Virtual printer című angol Wikipédia-szócikk fordításán alapul.  Az eredeti cikk szerkesztőit annak laptörténete sorolja fel. Ez a jelzés csupán a megfogalmazás eredetét és a szerzői jogokat jelzi, nem szolgál a cikkben szereplő információk forrásmegjelöléseként.